# Ходіння Ісуса Христа по водах

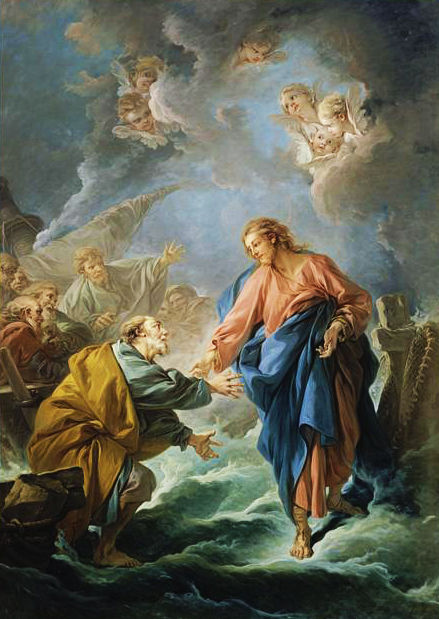
Апостол Петро пробує йти по воді (1766) Франсуа Буше

Ходіння Ісуса Христа по водах — одне з 37 чудес Ісуса Христа, описаних у канонічних Євангеліях. Описи цього дива містяться в євангеліях від Марка (6:45–52), Матвія (14:22–33) та Івана (6:15–21).

## Подія
Подія відбулася на Галілейському морі під час служіння Ісуса в Галілеї. Апостоли наздогнали Христа, проходячи дорогу до Віфсаїди. Коли вони були посеред озера, яке перепливали на човні чи човнах, вони раптом побачили Ісуса, що йшов по воді до них. У Євангелії від Матея також апостол Петро почав йти по воді до Учителя з Назарету.
Вираз «ходити по воді» завдяки впливу християнства на культуру увійшов у різні мови, і значить робити неможливе, таке що перевищує людські здібності. Мотив присутній у мистецтві, також і у релігійних піснях.

## Порівняння подій описаних у текстах євангелій
Два синоптичних Євангелія описують ходіння по воді — Марко та Матвій. Опис також міститься й у Євангелії від Йоана.

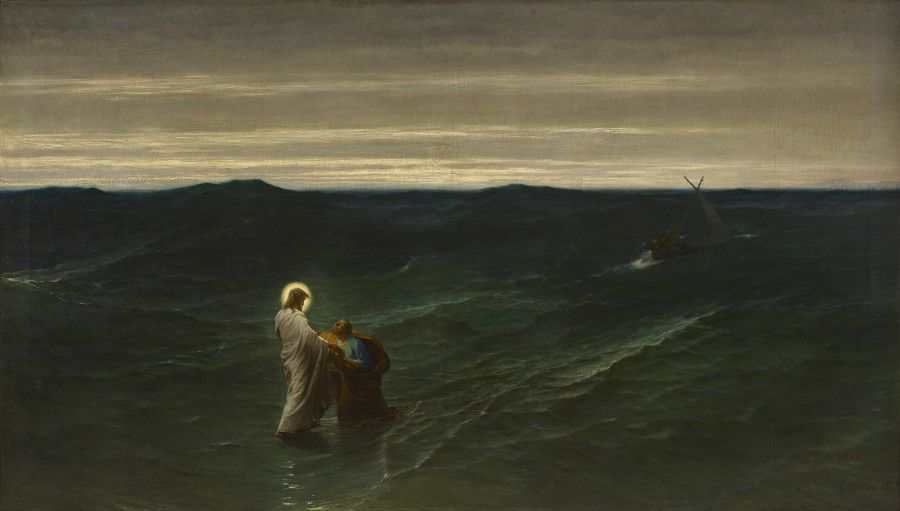
Gustave Brion 1863

Три описи в євангеліях виділяють таке:
- учні ввечері знаходяться на воді озера — Мт. 14:24; Мк. 6:47; Ів. 6:17
- Ісус ходить по воді — Мт. 14:25; Мк. 6:48; Ів. 6:19
- Ісус каже: «Це я, не лякайтесь!» — Мт. 14:27; Мк. 6:50; Ів. 6:20

Відмінності в описах стосуються:
- розлучившись з натовпом після чудотворного другого примноження хлібів: за Марком та Матеєм, Ісус піклується про натовп, прощається з ними, а потім підіймається на гору; в Івана, Христос заздалегідь знає, що натовп хоче зробити його царем, і тому ховається на горі;
- те, як учні опиняються на човні/човнах: у синоптиків саме Ісус наказує апостолам перейти на інший бік і робить це до того, як він сам підніметься на гору; в євангелиста Івана ініціатива відпливати виходить від самих учнів, вони роблять це після того, як Учитель підніметься на гору;
- Петро ходив по воді: лише євангеліст Матей записав опис спроби Петра.

| Євангеліє від Марка розд. 6                                                                                                   | Євангеліє від Матея розд. 14 | Євангеліє від Івана розд. 6 |
| --- | --- | --- |
| 45І відразу ж спонукав своїх учнів сідати в човен і плисти поперед нього на той бік до Витсаїди, — поки він відпустить народ. | 22І зараз же спонукав учнів увійти до човна й переплисти на той бік раніше від нього, тим часом як він відпускав народ. | |
| 46Відпустивши ж їх, пішов на гору помолитись.                                                                                 | 23І коли відпустив народ, пішов на гору помолитися насамоті. Як звечоріло, він був там сам один. | 15І довідався Ісус, що вони мають намір прийти й узяти його, щоб зробити царем, — і віддалився сам-один на гору знов.                                                            |
| 47Як настав вечір, човен був посеред моря, а він сам один на землі.                                                           | | 16Коли ж настав вечір, учні його зійшли на морське узбережжя 17і, ввійшовши в човен, попливли на той бік моря, до Капернауму. Уже й посутеніло, а Ісус ще не був прийшов до них. |
| 48Коли ж побачив, як вони, веслувавши, втомились, — вітер бо їм був противний, — то                                           | 24Човен уже був посеред моря і його кидали хвилі, бо вітер був супротивний. | 18І схвилювалося море від великого вітровію. |
| близько четвертої сторожі ночі подався до них, простуючи морем, — хотів обминути їх.                                          | 25О четвертій сторожі ночі (Ісус) прийшов до них, ступаючи морем. | 19Пропливли вони з двадцять п'ять чи тридцять стадій, аж бачать — Ісус іде морем, до човна зближається, — та й налякались.                                                       |
| 49Вони ж, побачивши, як він ступає морем, гадали, що то примара, та й закричали. 50Усі бо уздріли його й занепокоїлись.       | 26Учні, побачивши, що він іде морем, жахнулись. «То привид!» — заговорили й закричали з переляку. | |
| Він же вмить заговорив до них, мовивши: мужні: це я, не бійтесь!                                                              | 27Та Ісус тієї ж миті мовив до них: «Заспокойтесь, — це я, не страхайтеся!» | 20А він же до них: «Це я, не лякайтесь!» |
| | 28Аж тут Петро озвавсь до нього й каже: «Господи, коли це ти, повели мені підійти водою до тебе!» 29«Підійди!» — сказав Ісус. І вийшов Петро з човна, почав іти по воді і підійшов до Ісуса; 30але, побачивши, що вітер сильний, злякався, почав потопати й крикнув: «Господи, рятуй мене!»31Ісус же притьмом простягнув руку, вхопив його і мовив до нього: «Маловіре; чого засумнівався?» | |
| 51І ввійшов до них у човен, — й ущух вітер. І вони в собі вельми здумілись, — понад міру,                                     | 32І як увійшли до човна, вітер ущух. | 21І хотіли його взяти у човен, але човен відразу пристав до землі, до якої прямували.                                                                                            |
| 52бо не розуміли чуда з хлібами — серце їхнє було нечуйне.                                                                    | 33А тоді ті, що були в човні, вклонилися йому до ніг, кажучи: «Ти істинно — Син Божий!» | |